# Francesco Maria Pandolfi Alberici
Francesco Maria Pandolfi Alberici (ur. 18 marca 1764 w Orvieto, zm. 3 czerwca 1835 w Rzymie) – włoski duchowny katolicki, kardynał.

## Życiorys
Pochodził z arystokratycznego rodu. Był prefektem Domu Papieskiego. 30 września 1831 Grzegorz XVI kreował go kardynałem in pectore (nominacja została ogłoszona 2 lipca 1832), a 17 grudnia 1832 nadał mu tytuł kardynała prezbitera Santa Prisca.